# Teodozjusz (Šibalić)
Teodozjusz, imię świeckie Živko Šibalić (ur. 29 czerwca 1963 w Čačaku) – serbski biskup prawosławny, zwierzchnik struktur Serbskiego Kościoła Prawosławnego na terytorium Kosowa.

## Życiorys
Jest absolwentem Uniwersytetu Belgradzkiego na kierunku teologia. 6 stycznia 1987 wstąpił jako posłusznik do monasteru Crna Reka, gdzie 21 listopada 1989 złożył wieczyste śluby mnisze, przyjmując imię Teodozjusz na cześć św. Teodozjusza Wielkiego. W 1990 w soborze św. Jerzego w Prizrenie został wyświęcony na hierodiakona przez biskupa raszko-prizreńskiego Pawła (Stojčevicia). Hieromnichem został w 1992, przyjmując święcenia w monasterze Ćelije z rąk biskupa Artemiusza (Radosavljevicia), przełożonego monasteru Crna Reka w okresie, gdy mnich Teodozjusz był jeszcze posłusznikiem. 
Od maja 1991 do marca 1992 hieromnich Teodozjusz był osobistym diakonem i kierowcą biskupa raszko-prizreńskiego Artemiusza. W 1992 ten sam hierarcha wyznaczył go na przełożonego monasteru Visoki Dečani, od sierpnia tego roku z godnością igumena. Duchowny przyczynił się do rozwoju monasteru i prowadzonej przez niego działalności społecznej. W czasie wojny w Kosowie oraz w kolejnych latach mnisi z klasztoru angażowali się w organizację pomocy humanitarnej dla ludności cywilnej Kosowa.
W maju 2004 Święty Sobór Biskupów Serbskiego Kościoła Prawosławnego wyznaczył go na biskupa lipljańskiego, wikariusza eparchii raszko-prizreńskiej, wyznaczając jego siedzibę w monasterze, którym dotąd kierował, i tym samym pozostawiając go na tymczasowym stanowisku.
19 listopada 2010 Sobór nominował go na biskupa ordynariusza eparchii raszko-prizreńskiej. W lutym 2011 biskup Teodozjusz, po odprawieniu Świętej Liturgii w soborze św. Jerzego w Prizrenie, wezwał Serbów do powrotu do Kosowa. Ich ponowne osiedlenie się w regionie określił jako najważniejsze zadanie, jakie stoi przed nim jako biskupem.